# 波梅澤烏鄉
46°47′N 22°17′E / 46.783°N 22.283°E
波梅澤烏鄉（羅馬尼亞語：Comuna Pomezeu, Bihor），是羅馬尼亞的鄉份，位於該國西北部，由比霍爾縣負責管轄，面積55平方公里，海拔高度148米，2007年人口3,176，人口密度每平方公里58人。